# Famille de Saint-Sépulcre
La famille de Saint-Sépulcre est une famille féodale du Moyen Âge, originaire du bourg de Saint-Sépulcre, dans le comté de Champagne, et était vassale des comtes de Champagne et qui faisait partie de l'arrière-fief de la maison de Chappes.

## Origines
Le village s'appelle Samblières jusqu'à la fin Xe siècle, quand saint Adérald, chanoine et archidiacre de Troyes, rapporte de son voyage à Jérusalem un morceau de pierre du sépulcre de Jésus christ. Il fait bâtir à Samblières un monastère clunisien et y dépose cette pierre. Ce monastère est appelé Saint-Sépulcre (Saint-Sépulchre) et le village prend alors ce nom lui aussi.
Le nom actuel de Villacerf n'est donné au château qu'au XVIIe siècle,.

## Généalogie
- Beuve (Bovon) Ier de Saint-Sépulcre, premier seigneur connu de Saint-Sépulcre, est signataire d'une charte de 1114 en tant que vassal de Hugues Ier (comte de Troyes 1093-1126)[4]. Le nom de son épouse est inconnu, mais il a au moins un enfant :
  - Zacharie de Saint-Sépulcre, qui suit.

- Zacharie de Saint-Sépulcre, mort après 1130. Il épouse Emmeline de Chappes, dame de Dosches, fille de Clarembaud II de Chappes et d'Aélis du Donjon de Brienne, dont il a au moins trois enfants. Veuve, elle épouse en secondes noces Hilduin de Vendeuvre, dont elle a au moins un autre enfant[5].
  - Beuve II de Saint-Sépulcre, qui suit.
  - Isabelle de de Saint-Sépulcre, dite la Rousse, qui épouse en premières noces Guy Bordel de Payns, d'où postérité. Veuve, elle épouse en secondes noces Hugues de Romilly[6].
  - Emmeline de de Saint-Sépulcre, qui épouse un certain Eudes, fils de Joscelin, dont elle a au moins une fille, prénommée Comtesse et qui épouse probablement Gautier II de Montigny.
  - Béatrix de Saint-Sépulcre, qui épouse Thécelin, seigneur de Cirey, d'où postérité[7].

- Beuve II de Saint-Sépulcre, le nom de son épouse est inconnu mais il a au moins un enfant :
  - Beuve III de Saint-Sépulcre, qui suit.

- Beuve III de Saint-Sépulcre. Il fait une donation au chapitre Saint-Pierre de Troyes en 1200 avant de participer à la quatrième croisade. Il combat au siège de Constantinople puis obtient probablement des terres dans le royaume de Salonique car il figure comme témoin dans le concordat de Ravenique qui concerne uniquement ce royaume[8]. Il n'y a pas de sources connues sur son éventuel mariage ou sur sa descendance.

## Autres seigneurs de Saint-Sépulcre
Séier de Ganz, écuyer, est signalé par Jublainville comme seigneur de Saint-Sépulcre avec sa femme Alix, au temps du comte Thibaut IV (vers 1250). Sont aussi mentionnés Eudes Ragot, et Gui Ragot de Saint-Sépulcre seigneur de Champlost.